# Germaine Rebours

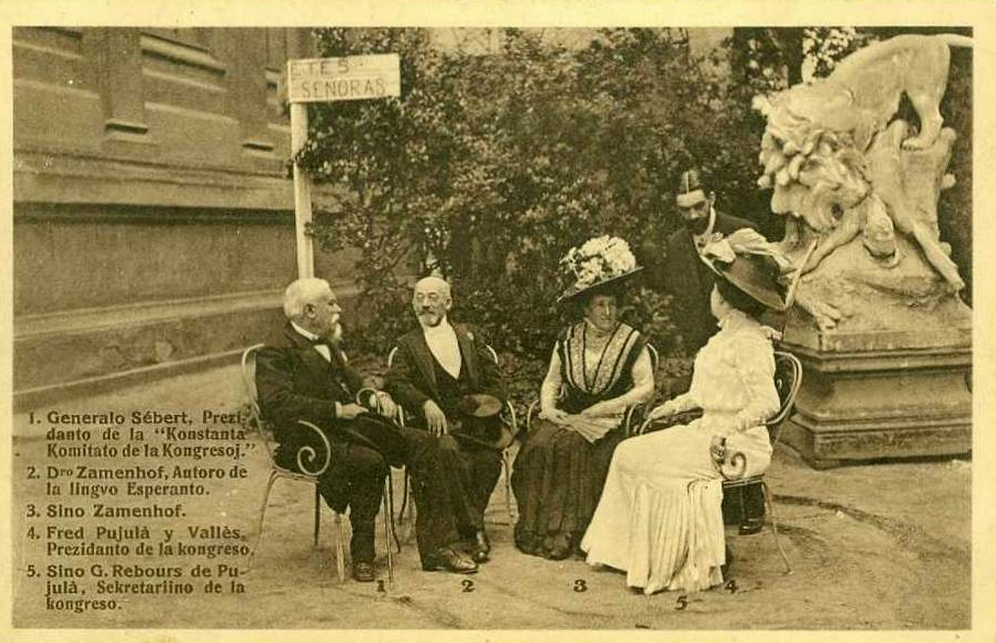
El general Sebert, L.L. Zamenhof, Klara Zamenhof, Frederic Pujulà i Vallès i Germaine Rebours al 5è Congrés Universal d'Esperanto, Barcelona, 1909.

Germaine Rebours de Pujulà (Asnières-sur-Seine, 13 d'octubre de 1885 - Palma, 9 de maig de 1976) va ser una escriptora esperantista francesa, iniciadora del servei de padrines de guerra als soldats catalans durant la Primera Guerra Mundial. Estava casada amb l'escriptor esperantista i catalanista Frederic Pujulà i Vallès.
Germaine Rebours va ser, igual que el seu marit, una persona molt activa al moviment esperantista. Va ser la secretària del cinquè Congrés Universal d'Esperanto, celebrat el 1909 a Barcelona. També escrivia a diverses publicacions de l'època. L'11 d'abril de 1915 va començar a escriure la columna «Notes Casolanes de una dona francesa» al diari El Poble Català. Allà constatava la necessitat que a Catalunya es preocupés més pels catalans que lluitaven a les files de l'exèrcit francès a la Primera Guerra Mundial. Aquests escrits van tenir molta repercussió, sobretot als cercles de la Unió Catalanista. A un dels articles preguntava «Dònes, mares de Catalunya; qui vol tenir un fillol a França?» Un dels voluntaris era el mateix Frederic Pujulà, a qui l'esclat de la guerra havia agafat a França, on havia anat amb motiu del X Congrés Universal d'Esperanto. Aquest congrés, però, finalment no va tenir lloc a causa dels esdeveniments de la guerra. Un dels articles més influents de Germaine Rebours va ser «La dona en la guerra», on proposava la creació d'un servei de padrines de guerra, –similar al que ja existia a França– les quals haurien d'ocupar el lloc d'aquella mare, germana o amiga que el soldat català no tenia al front. A partir d'aquest article es va iniciar una campanya de dones que apadrinaven voluntaris catalans (i també d'altres) que lluitaven a la guerra. Algunes d'elles eren personalitats importants de la cultura catalana, com l'escriptora, pacifista i musicòloga Carme Karr. La campanya, iniciada per les publicacions Iberia i Empordà Federal, i que va continuar La Nació, va aconseguir l'adhesió de 29 personalitats, tots membres de la redacció d'Iberia, com Prudenci Bertrana o Rovira i Virgili. Germaine Rebours també va ser molt activa al Comitè de Germanor amb els Voluntaris Catalans, que havia creat el Dr. Joan Solé i Pla i que a més de les cartes, recollia queviures i altres productes per enviar al front.
A més d'escriptora, Germaine Rebours va cultivar altres talents. Així, el 1926 va exposar a les Galeries Dalmau els seus primers treballs d'ornamentació casolana, catifes fetes a mà de punt anusat. Consta, igualment, que el 1930 va participar en la Primera exposició sarrianenca Les Arts i els Artistes organitzada pel Centre Excursionista Els Blaus de Barcelona.
També va ensenyar llengües a diverses institucions. Juntament amb el seu marit, va participar en el Congrés de l'Ensenyança celebrat a Barcelona. El 1929 va ser professora d'idiomes a la primera Escuela Nacional de Ayas y Niñeras creada per Acción Femenina amb l'objectiu que dides i mainaderes del país poguessin competir amb les nurses estrangeres que s'havien format en escoles especialitzades. La directora era Maria Montessori i les altres professores la psiquiatra Alsina Melis, la doctora Trinitat Sais, l'infermera Valeria Seligmann, la comtessa de Castellà, la mestra Francesca Canals, Edelmina Llaberia, l'escriptora Carme Karr, Magda Soler i la pianista i cantant Montserrat Campmany.
Durant tota la seva vida va ser molt activa a la vida cultural catalana. L'escriptor Maurici Serrahima li va dedicar el conte Final d'Etapa, de 1949. Va ser amiga d'Emília Cornet i Palau, esposa del pintor, dibuixant i crític d'art Feliu Elias. Va ser la mare de Jordi Pujulà Rebours i de Germaine Pujulà Rebours, que va ser professora a l'Escola Isabel de Villena i es va casar amb Miquel Ferrà, que havia estat el seu professor de català a la Universitat de Barcelona.